# Равское соглашение
Ра́вское соглаше́ние — устные союзные переговоры российского царя Петра Алексеевича и польского короля и курфюрста саксонского Августа II, проводившиеся 10—14 августа 1698 года в украинском городке Раве Русской при возвращении Петра из-за границы с Великим посольством.

## Предыстория
Встреча государей в Раве была подготовлена предварительными переговорами между Петром и представителями Августа II: Бозе в Амстердаме и генералом Карловичем в Вене. Во время этой совершенно секретной встречи впервые обсуждался вопрос о создании коалиции с целью захвата у Швеции некогда занятых ею прибалтийских земель. О содержании бесед не подозревали даже польские вельможи, окружавшие Августа. Обе стороны были чрезвычайно заинтересованы в заключении нового союза. Для России он открывал перспективу выхода к берегам Балтики, а следовательно и Европы; Август II же рассчитывал, захватив Лифляндию, укрепить своё положение в Речи Посполитой.

## Значение переговоров
Неудача переговоров Великого посольства о поисках союзников в войне с Турцией побуждала Петра коренным образом пересмотреть свою внешнюю политику. После Равских переговоров активность русской дипломатии резко изменила своё направление. Однако дальше устного соглашения при свидании в Раве дело не пошло. Август II ещё слишком непрочно чувствовал себя на польском престоле, а Пётр понимал, что не может начать новую войну до окончания войны с Турцией.
Переговоры о союзе против Швеции возобновились уже в Москве, после вовлечения в Северный союз Дании и закончились подписанием 21 ноября 1699 года Преображенского союзного договора.